# Gorja d'Olduvai

Olduvai, 2011

Olduvai, gorja d'Olduvai o Oldupai és un jaciment arqueològic africà de Tanzània a la Gran Vall del Rift.
La primera cultura coneguda de la humanitat, l'olduvaià, deriva del nom d'aquest jaciment. Oldupaai és el nom massai d'una planta silvestre, Sansevieria ehrenbergii, que creix en aquella zona. Està en una zona volcànica i té una profunditat estatigràfica molt notable.
En l'estrat d'interès arqueològic més profund (Bed I) es va trobar restes fòssils d'Australopithecus boisei i Homo habilis amb eines de pedra tallada senzilles (trituradors), fetes amb basalt i quars d'uns 2,6 milions d'anys d'antiguitat, les primeres elaborades per éssers humans.
En l'estrat Bed II, d'1,5 milions d'anys, les eines ja eren del tipus de les destrals de mà i fetes per Homo erectus. Als nivells Bed III i Bed IV, ja es troben eines dels tipus fabricats pels Neandertals fa uns 600.000 anys.